# Loes van der Meijs
L.W.C.M. (Loes) van der Meijs-van de Laar (5 oktober 1961) is een Nederlands politica en bestuurster. Sinds 18 december 2015 is ze burgemeester van Doesburg.

## Biografie
Van der Meijs studeerde van 1979 tot 1986 geschiedenis en staatsinrichting aan de Rijksuniversiteit Utrecht. Zij was namens de VVD van 1998 tot 2004 en van 2005 tot 2006 gemeenteraadslid van Doetinchem, van 1999 tot 2004 en van 2005 tot 2006 als fractievoorzitter. Van 2004 tot 2005 en van 2006 tot 2015 was zij er wethouder. Sinds 18 december 2015 is ze burgemeester van Doesburg. Ze is getrouwd en heeft 4 kinderen. Sinds 2024 is ze partijloos.